# Ludwig Steub

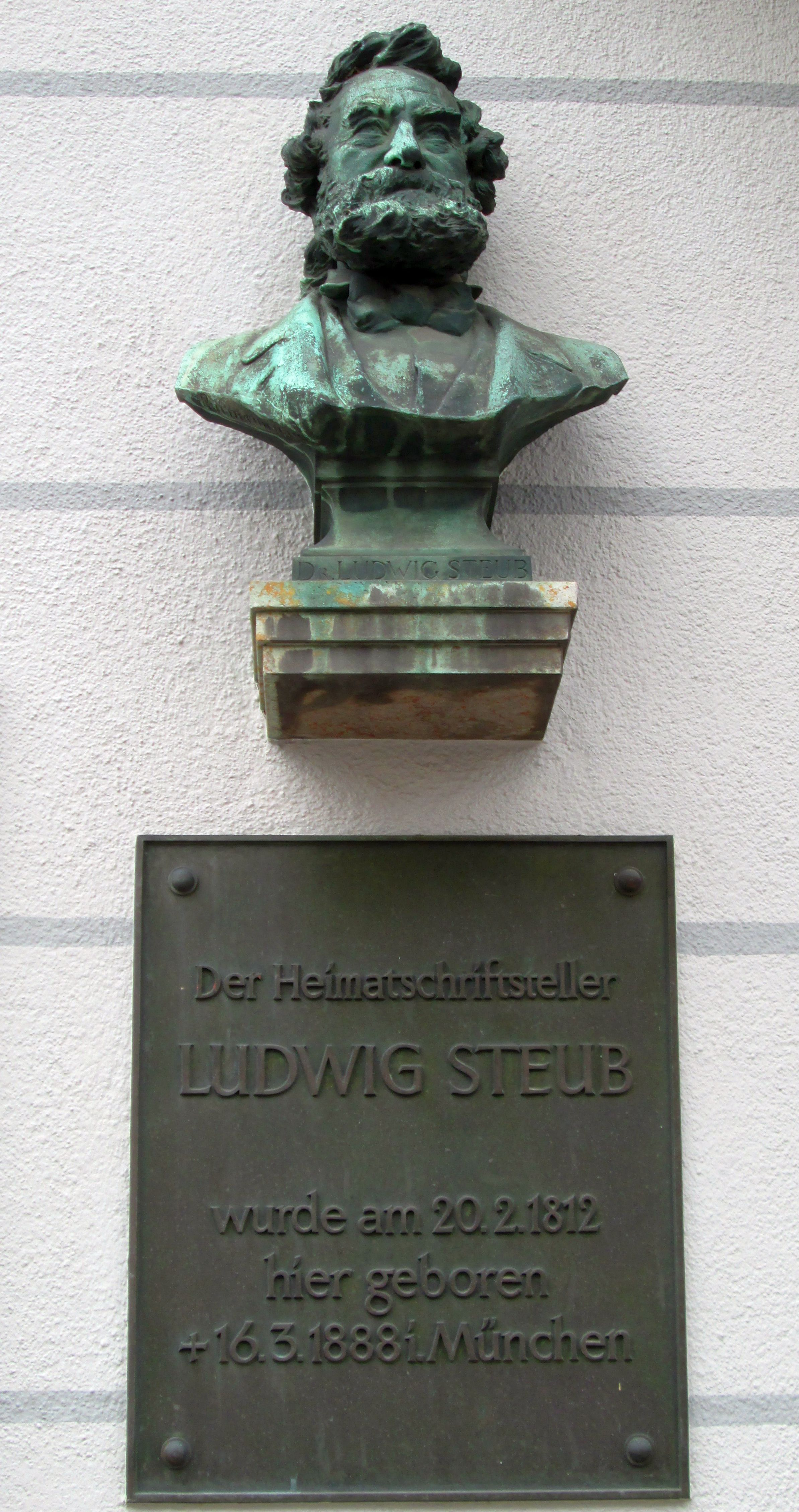
Ludwig Steubs minnesmärke i Aichach.

Ludwig Steub, född den 20 februari 1812 i Aichach i Övre Bayern, död den 16 mars 1888 i München, var en tysk skriftställare.
Steub var 1834–1836 ämbetsman i grekisk tjänst, varefter han bosatte sig i München, där han blev advokat 1845 och notarie 1863. Han skrev förträffliga arbeten över alplandens etnografiska förhållanden. Särskilt märks Über die Urbewohner Rhätiens und ihren Zusammenhang mit den Etruskern (1843), Zur rhätischen Ethnologie (1854) och Zur Namens- und Landeskunde der deutschen Alpen (1885). Steub utgav därjämte innehållsrika och levande reseskildringar, såsom Drei Sommer in Tirol (1846; 2:a upplagan 1871), Das bayrische Hochland (1860) med flera, samt Lyrische Reisen (1878) och Gesammelte Novellen (1881; 2:a upplagan 1883). Hans självbiografi, Mein Leben, utgavs 1883 (med tillägg av Felix Dahn).